# 読売新聞北陸支社
読売新聞北陸支社（よみうりしんぶん ほくりくししゃ）は、富山県高岡市にある読売新聞東京本社の支社である。北陸3県のうち、富山県と石川県を発行の対象とする。なお、福井県は読売新聞大阪本社の管轄である。

## 概要
読売新聞の中興の祖である正力松太郎が、1959年9月に出身地（現在の射水市）に隣接する高岡市に読売新聞の進出を表明。
翌年の1960年1月に北陸支社を開設、翌1961年5月24日、高岡市立下関小学校の跡地に「北陸読売文化会館」を建設し、同年5月25日に、読売新聞の現地印刷を開始した。北陸支社では読売新聞社（現・読売新聞東京本社）で初めてオフセット印刷式の輪転印刷機を導入した。東京で製作された紙面をファクシミリで送信して高岡の工場で印刷するという形をとっていた（系列のスポーツ報知も同様に高岡で印刷されていた。そのため創刊当初は発行所クレジットの箇所に「ファクシミリ・オフセット版」とかかれてあった）。こうした経緯から、全国紙の発行本支社で北陸地方に本拠を構えるのは読売新聞だけである。富山県内では地元の北日本新聞に次いで読者が多い。
2010年4月6日、高岡市にある印刷工場の老朽化により、富山市にある北日本新聞社の工場（創造の森 越中座）で2011年春から北陸支社版の委託印刷を行うことで北日本新聞社と基本合意し、2011年3月10日から開始した。富山県内でライバルである北日本新聞が読売新聞の印刷を請け負う形となる。

## 北陸地方の全国紙事情
北陸3県（富山、石川、福井）で発行される全国紙は、発行本社が県ごとで異っている。朝日新聞、毎日新聞、産経新聞、日本経済新聞は3県とも大阪管轄となっている。なお朝日新聞は富山県のみ1989年9月から2011年3月まで、輸送上の問題から東京管轄となっていた。毎日新聞と産経新聞は2024年9月30日をもって富山県での発売を休止した。読売は戦前から北陸3県とも東京の管轄となっていたが、大阪本社発足後は近畿地方に近い福井県のみ大阪の管轄に切り替えた。北陸3県では多くの全国紙が朝刊統合版で発行されているが、読売は富山と石川の都市部のみ朝夕刊セットで発行されている。ただし、北陸地区の読売新聞は、朝夕刊セット地域でも統合版が発行されており、朝夕刊セット購読と朝刊のみの購読が設定されている。山間部では冬場のみ朝夕刊セットで購読する読者にも道路事情の影響を踏まえて統合版のみの配達になる。
富山・石川の2県では読売新聞、北陸中日新聞（中日新聞北陸本社）の全国紙・ブロック紙系と、北日本新聞、北國新聞（富山新聞含む）の地方紙系がしのぎを削っている。

## スポーツ報知
報知新聞社発行「スポーツ報知」も現地印刷を1996年11月より実施している。それまでは大阪本社発行のものを、空輸、もしくは鉄道便で輸送していたが、当支社の協力により、同社印刷工場を利用して、東京本社で製作された最終版（公営競技面のみ従来どおり大阪本社製作）の紙面を電送、同時印刷できるようになった。
なお欄外の版数を示すクレジットには「北陸」と、北陸支社工場で印刷されたことを示すものが掲載されている。

## 所在地
- 富山県高岡市下関町4番5号（郵便番号933-8543、北陸読売会館）

## 支局・通信局
現在の支局・通信局は、読売新聞会社案内の取材拠点一覧を参照。太字は支局。
富山県
- 富山、高岡、魚津、砺波

石川県
- 金沢、能登（七尾市）、輪島（輪島市[注 2]）、加賀（小松市）

## 新聞発行地域
2020年時点、読売新聞北陸支社の発行地域は以下のとおり。
統合版（朝刊のみ）
- 富山県および石川県の全域

セット版（朝刊・夕刊）
- 富山県：南砺市ならびに氷見市を除く富山県内の各市町村の一部地域
- 石川県：金沢市、白山市、かほく市の一部地域（野々市市、河北郡内灘町・津幡町も含む）

## 紙面

### 地域面
富山県
- 富山（富山県内全域）

石川県
- 石川（石川県内全域）
  - かつては、加賀地方で配布される紙面を「金沢・小松」面、能登地方で配布される紙面を「能登」面としていたが、統合して石川県全域の紙面に変更している。

### 番組表
テレビ欄の番組解説記事は、最終面の場合は地元局表記（日本テレビ系の場合は「KNB」または「テレビ金沢」）となっているが、中面の場合は東京版と共有しているので在京キー局（チューリップやMROなどで放送される番組は「TBS系」）の表記になっている。また、KNBテレビ・テレビ金沢はNNN系列であるため、HABは富山県にANNの系列局（クロスネット局含む）がないため、それぞれ最終頁フルサイズとしている。中面には主要ラジオ中継局の周波数も掲載されている。
2011年7月24日の地上デジタル放送完全移行に合わせて、番組表の変更が行われた。前日までアナログ放送のチャンネルを記載していた部分には放送局の略称や通称などが記載されている（例として、NHK総合・Eテレは「日本放送協会」、テレビ金沢は「KTK」などと記載）。石川テレビは「ITC」、チューリップテレビは「TUT」などとテレビガイド誌以外ではほとんど使用されない表記も見られる。
2012年3月17日に、BS放送の新チャンネル「Dlife」（2020年3月31日に閉局）が開局することに伴い、中面に掲載していた中京広域圏の放送局（CBCテレビ・東海テレビ・メ〜テレ）、ぎふチャン（テレビ・ラジオ）、日テレNEWS24などの掲載を中止。有料および無料のBSチャンネルを全局掲載する変更が行われた（日テレNEWS24は掲載を再開している）。
2022年6月14日から、同年3月に開局した無料BS3局（BS松竹東急・BSJapanext・BSよしもと）を新規掲載した。これに伴い、6月13日まで掲載されていた有料BS3局（BSアニマックス・釣りビジョン・グリーンチャンネル）の掲載を中止した。
2022年11月1日から、同年10月31日に閉局したBSスカパー!に代わる形でBSJapanextが最終面に移動、中面の空いた枠には時代劇専門チャンネルの番組欄を新規掲載した。

#### 朝刊・最終面
富山県
- フルサイズ - NHKテレビ（NHK富山放送局）、NHK Eテレ（NHK富山放送局）、KNBテレビ、チューリップ、BBT、HAB、テレビ金沢
- 3分の1サイズ - NHK BS
- 4分の1サイズ - BS日テレ、BS朝日、BS-TBS、BSテレ東、BSフジ、WOWOWプライム、BS11 イレブン、BS12、BS10

石川県
- フルサイズ - NHKテレビ（NHK金沢放送局）、NHK Eテレ（NHK金沢放送局）、テレビ金沢、MROテレビ、石川テレビ、HAB、KNBテレビ

※BSの掲載チャンネルおよびサイズは富山県と同じ。

#### 朝刊・中面
富山県
- 地上波
  - 3分の1サイズ - MROテレビ、石川テレビ、テレビ新潟、新潟放送、NST
  - 極小サイズ - NHK Eテレ（サブチャンネル）
- BS・CS
  - 4分の1サイズ - NHK BSプレミアム4K、民放系 4K（BS日テレ・BS朝日・BS-TBS・BSテレ東・BSフジ、5局を一枠掲載）、日テレプラス、日テレジータス、WOWOWライブ、同シネマ、WOWOWプラス、BS10、BS10スターチャンネル、放送大学テレビ、同BSラジオ、J SPORTS1、同2、同3、同4、BS日本映画専門チャンネル、時代劇専門チャンネル、ディズニー・チャンネル、BSよしもと、チャンネルNECO、LaLa TV
  - 極小サイズ - NHK 8K、日テレNEWS24（紙面の都合上、一時非掲載だったが掲載を再開している）
- ラジオ
ラジオ各局については、局名カットの箇所は親局の周波数を掲載し、それ以外については掲載収録地域の主要放送支局・中継局の周波数を地域ごとの一覧で掲載している（中部支社版、北海道支社版、および東京本社発行の東北・甲信越地域も同様）
  - 3分の1サイズ（AM） - NHK第1、NHK第2、KNBラジオ、MROラジオ、新潟放送、福井放送、TBSラジオ、文化放送、ニッポン放送、ラジオ日本
  - 3分の1サイズ（FM） - NHK・FM、FMとやま、FM石川、FM新潟、FM福井（FM PORT閉局に伴い2020年7月1日より掲載を開始）
  - 4分の1サイズ - ラジオNIKKEI
  - 極小サイズ - AFN

石川県
- 地上波
  - 3分の1サイズ - BBT、チューリップ、福井放送、福井テレビ、中京テレビ（2012年3月の紙面刷新後、中京広域圏の地上波では唯一の掲載）
  - 極小サイズ - NHK Eテレ（サブチャンネル）
- BS・CS
  - 掲載チャンネルおよびサイズは富山県と同じ。
- ラジオ
  - 3分の1サイズ（AM） - NHK第1、NHK第2、MROラジオ、KNBラジオ、福井放送、ラジオ日本、TBSラジオ、文化放送、ニッポン放送、CBCラジオ、TOKAI RADIO（2012年3月までは朝日放送、MBSラジオ、ラジオ大阪の番組欄も掲載されていた）
  - 3分の1サイズ（FM） - NHK・FM、FM石川、FMとやま、FM福井
  - 4分の1サイズ - ラジオNIKKEI
  - 極小サイズ - AFN、FMかほく（石川面、コミュニティ放送としては唯一の掲載）

#### 夕刊・最終面（富山、石川共通）
- フルサイズ - 掲載局は朝刊と同じ（各県別）
- 4分の1サイズ - NHK BS、BS日テレ、WOWOWプライム

#### 夕刊・中面（富山、石川共通）
- 4分の1サイズ（BS・CS）：BS朝日、BS-TBS、BSテレ東、BSフジ、WOWOWシネマ、同ライブ、スターチャンネル、BS11 イレブン、BS12、NHK BSプレミアム4K、日テレジータス（これのみ3分の1サイズ）
- 極小サイズ（ラジオ）：NHK第1、NHK第2、KNBラジオ、MROラジオ、NHK-FM、FMとやま、FM石川、ラジオNIKKEI

## 協力番組
テレビ金沢の開局時より、夕方の番組では北國新聞とともに番組に協力している。
- テレビ金沢ニュースプラス1
- 2時間ワイドじゃんけんぽん
- びービーみつばち
- となりのテレ金ちゃん

## スポーツなどのイベント
- カーター記念黒部名水マラソン - 毎年5月に富山県黒部市で開催されるマラソン大会。報知新聞社も共催している。
- 読売レディス杯 - 金沢競馬場で開催される重賞競走。